# Соблазн (фильм, 2001)
«Соблазн» (англ. Original Sin) — драма 2001 года режиссёра Майкла Кристофера по роману американского писателя Корнелла Вулрича «Вальс в темноте», написанного им в 1947 году под псевдонимом Уильям Айриш, и является второй экранизацией этого романа после киноленты Франсуа Трюффо «Сирена с „Миссисипи“».

## Сюжет
Луис Антонио Варгас — богатый торговец кофе, решивший взять себе в жёны американку, познакомившись с ней по переписке. Когда он приезжает, чтобы встретить Джулию Расселл, то оказывается очень удивлен тем, что она не совсем простая женщина, как он ожидал. Найдя своё счастье, он и его жена начинают новую жизнь. Всё идёт нормально, пока история не берет роковой поворот в лабиринты лжи, обмана и убийства. Джулия оказывается вовсе не Джулией, а другой женщиной, присвоившей чужое имя. Она обкрадывает мужа и сбегает.

Увлечение Луиса Антонио стало настоящей страстью, готовой пройти любые преграды, даже ложь и предательство любимой, которая становится не просто роковой женщиной, а настоящим наваждением. Главный герой готов идти до конца, и бросается на поиски своей жены…

## В ролях
| Актёр                | Роль                        |
| -------------------- | --------------------------- |
| Анджелина Джоли      | Джулия Расселл / Бонни Касл |
| Антонио Бандерас     | Луис Антонио Варгас         |
| Томас Джейн          | Билли                       |
| Эллисон Маки         | Августа Джордан             |
| Джек Томпсон         | Алан Джордан                |
| Корделия Ричардс     | Эмили Расселл               |
| Педро Армендарис-мл. | Хорхе Кортес                |

## Факты
- Название фильма официально было изменено от «Dancing in the Dark» к «Original Sin», чтобы избежать сходства с «Dancer in the Dark» режиссёра Ларса Фон Триера.
- Первоначально планировалось, что права на экранизацию купит кинокомпания «Via Rosa Productions», принадлежащая Мишель Пфайффер, с условием, что главную роль сыграет Пфайффер. В итоге, кинокомпания «Via Rosa Productions» занялась продюсированием фильма.[1][неавторитетный источник]
- Кинокомпания-производитель посчитала, что в фильме слишком много рискованных сексуальных сцен для конечного варианта. Картина получила рейтинг R — детям до 17 лет обязательно присутствие родителей.
- В одном из эпизодов снялся отец исполнительницы главной роли актёр Джон Войт.[2][неавторитетный источник][значимость факта?]
- Съемки фильма проходили с февраля по апрель 2000 года в Мехико, столице Мексики.
- Премьера состоялась 11 июля 2001 года во Франции.